# Wereldkampioenschappen zwemmen 2013 – 4×100 meter vrije slag vrouwen
De 4×100 meter vrije slag voor vrouwen op de wereldkampioenschappen zwemmen 2013 in Barcelona vond plaats op 28 juli 2013, series en finale. Na afloop van de series kwalificeren de acht snelste ploegen zich voor de finale.

## Records
Voorafgaand aan het toernooi waren dit het wereldrecord en het kampioenschapsrecord
| Wereldrecord         | Nederland Inge Dekker Ranomi Kromowidjojo Femke Heemskerk Marleen Veldhuis | 3.31,72 | Rome | 26 juli 2009 |
| Kampioenschapsrecord | Nederland Inge Dekker Ranomi Kromowidjojo Femke Heemskerk Marleen Veldhuis | 3.31,72 | Rome | 26 juli 2009 |

## Uitslagen

### Series
| Rang | Serie | Baan | Namen                                                                     | Land             | Tijd    | Bijz. |
| ---- | ----- | ---- | ------------------------------------------------------------------------- | ---------------- | ------- | ----- |
| 1    | 2     | 5    | Simone Manuel Natalie Coughlin Elizabeth Pelton Megan Romano              | Verenigde Staten | 3:36.22 | Q     |
| 2    | 2     | 4    | Bronte Campbell Emma McKeon Brittany Elmslie Emily Seebohm                | Australië        | 3:36.46 | Q     |
| 3    | 1     | 6    | Victoria Poon Sandrine Mainville Chantal van Landeghem Samantha Cheverton | Canada           | 3:38.03 | Q     |
| 4    | 1     | 3    | Michelle Coleman Louise Hansson Sarah Sjoström Nathalie Lindborg          | Zweden           | 3:38.07 | Q     |
| 5    | 2     | 6    | Veronika Popova Viktoria Andrejeva Maria Baklakova Margarita Nesterova    | Rusland          | 3:38.32 | Q     |
| 6    | 1     | 4    | Inge Dekker Femke Heemskerk Esmee Vermeulen Elise Bouwens                 | Nederland        | 3:38.41 | Q     |
| 7    | 1     | 2    | Dorothea Brandt Britta Steffen Daniela Schreiber Alexandra Wenk           | Duitsland        | 3:39.19 | Q     |
| 8    | 2     | 3    | Haruka Ueda Misaki Yamaguchi Miki Uchida Yayoi Matsumoto                  | Japan            | 3:39.24 | Q     |
| 9    | 1     | 5    | Qiu Yuhan Pang Jiaying Wang Haibing Chen Xinyi                            | China            | 3:39.29 |       |
| 10   | 2     | 2    | Alice Mizzau Federica Pellegrini Silvia di Pietro Erika Ferraioli         | Italië           | 3:39.50 |       |
| 11   | 2     | 1    | Larissa Oliveira Daynara de Paula Graciele Herrmann Alessandra Marchioro  | Brazilië         | 3:41.05 |       |
| 12   | 1     | 7    | Marta Gonzaléz Patricia Castro Beatriz Gómez Cortés Melanie Costa         | Spanje           | 3:42.08 |       |
| 13   | 2     | 8    | Ingvild Snildal Susann Bjornsen Monica Johannessen Henriette Brekke       | Noorwegen        | 3:45.01 |       |
| 14   | 2     | 7    | Quah Ting Wen Lim Xiang Qi Ong Chui Bin Mylene Lim Shu-En Lynette         | Singapore        | 3:48.85 |       |
| 15   | 1     | 8    | Hwang Seo-jin Kim Go-eun Han Nak-yeong An Seh-yeon                        | Zuid-Korea       | 3:55.67 |       |
|      | 1     | 1    |                                                                           | Mexico           |         | DNS   |

### Finale
| Rang   | Baan | Namen                                                                     | Land             | Tijd    | Bijz. |
| ------ | ---- | ------------------------------------------------------------------------- | ---------------- | ------- | ----- |
| Goud   | 4    | Missy Franklin Natalie Coughlin Shannon Vreeland Megan Romano             | Verenigde Staten | 3.32,31 |       |
| Zilver | 5    | Cate Campbell Bronte Campbell Emma McKeon Alicia Coutts                   | Australië        | 3.32,43 |       |
| Brons  | 7    | Elise Bouwens Femke Heemskerk Inge Dekker Ranomi Kromowidjojo             | Nederland        | 3.35,77 |       |
| 4      | 6    | Michelle Coleman Louise Hansson Sarah Sjoström Nathalie Lindborg          | Zweden           | 3.36,56 |       |
| 5      | 3    | Victoria Poon Sandrine Mainville Chantal van Landeghem Samantha Cheverton | Canada           | 3.37,09 |       |
| 6      | 2    | Veronika Popova Viktoria Andrejeva Maria Baklakova Margarita Nesterova    | Rusland          | 3.38,45 |       |
| 7      | 8    | Haruka Ueda Misaki Yamaguchi Miki Uchida Yayoi Matsumoto                  | Japan            | 3.39,45 |       |
| 8      | 1    | Dorothea Brandt Britta Steffen Alexandra Wenk Daniela Schreiber           | Duitsland        | 3.39,57 |       |